# Poradní sbor pro sbírkotvornou činnost
Poradní sbor pro sbírkotvornou činnost je poradním orgánem ředitele muzea. Poradní sbor může být strukturován do jednotlivých sekcí dle organizačních útvarů muzea, všichni členové poradního sboru i jeho sekcí jsou jmenováni a odvoláváni ředitelem muzea. Poradní sbor vydává písemná stanoviska k důležitým otázkám strategie sbírkotvorné činnosti muzea, a to především k úplatnému i bezúplatnému nabývání přírůstků, k vyřazování předmětů ze sbírkové evidence, ke způsobu uložení a hromadnému přemístění většího množství sbírkových předmětů. Pro svá stanoviska si sbor může vyžádat posudek nezávislého odborníka, preparátora, restaurátora či konzervátora. Stanovisko poradního sboru má charakter doporučení, ale i přes to je důležitým podkladem pro ředitele a další vedoucí pracovníky muzea s rozhodující pravomocí.